# Rachide (botanica)
In botanica il termine rachide indica l'asse centrale, in continuità con il  picciolo, delle foglie composte, su cui sono inserite le foglioline.